# 僧伽跋摩
僧伽跋摩意譯僧鎧、眾鎧，他是劉宋元嘉十年（公元433年）來漢地譯經的天竺三藏法師。
他譯有：
- 《雜阿毘曇心論》十四卷。
- 《薩婆多部毘尼摩得勒伽》十卷，出三藏記集的經序稱為「摩得勒伽」，開元釋教錄的題名為「毘尼摩得勒伽」，是說一切有部律藏的附屬部分，能在十誦律和藏譯本根本說一切有部律的毘奈耶上分中找到對應。

此外還有《分別業報略》一卷、《勸發諸王要偈》一卷、《請聖僧浴文》一卷（缺）。

## 引用
1. ↑  僧祐《出三藏記集·僧伽跋摩傳》：「僧伽跋摩。齊言僧鎧。天竺人也。少而棄俗。清峻有戒德。明解律藏尤精雜心。以宋元嘉十年。步自流沙至于京都。風宇宏肅。道俗敬異。咸宗而事之。號曰三藏法師。初景平元年。平陸令許桑捨宅建剎。因名平陸寺。後道場慧觀以跋摩道行純備。請住此寺。崇其供養以表厥德。跋摩共觀加塔三層。行道諷誦。日夜不輟。僧眾歸集道化流布。初三藏法師深明戒品。將為影福寺尼慧果等重受具戒。是時二眾未備。而三藏遷化。俄而師子國比丘尼鐵薩羅等至都。眾乃共請跋摩為師。繼軌三藏。祇洹慧義執意不同。諍論翻覆。跋摩標宗顯法理證明允。慧義遂迴其剛褊。靡然推服。乃率其弟子服膺稟戒。僧尼受者數百許人。宋彭城王義康。崇其戒範廣設齋供。四眾殷盛傾于京邑。頃之名德大僧慧觀等。以跋摩妙解雜心諷誦通達。即以其年九月。乃於長干寺招集學士寶雲譯語。觀公筆受。研挍精悉周年方訖。續出摩得勒伽分別業報略勸發諸王要偈及請聖僧浴文。凡四部。跋摩遊化為志。不滯一方。既傳經事畢。將還本國。眾咸祈止。莫之能留。以元嘉中。隨西域賈人舶還外國。莫詳其終。」